# Força Aérea de Moçambique
La Força Aérea de Moçambique, nota anche con la sigla FAM, tradotto dalla lingua portoghese Forza aerea del Mozambico ed internazionalmente nota con la dizione in lingua inglese Mozambique Air Force e con la sigla MAF, è l'attuale aeronautica militare del Mozambico e parte integrante, assieme ad esercito e marina, delle Forças Armadas de Defesa de Moçambique le forze armate di difesa della nazione africana.

## Storia

### Origini
Le origini dell'aeronautica militare del Mozambico sono fortemente legate alla storia dell'impero portoghese, del quale il paese africano era colonia d'oltremare. Benché la politica coloniale portoghese fosse caratterizzata dallo scarso sviluppo dei paesi africani, l'Angola, la Guinea portoghese ed il Mozambico, avevano nel territorio installazioni militari che furono costretti a potenziare a seguito dell'inizio, nei primi anni sessanta, della Guerra coloniale durata oltre dieci anni. La situazione politica nel paese europeo collassò fino a provocare la Rivoluzione dei garofani e i vari movimenti indipendentisti armati, in Mozambico il Frente de Libertaçao de Moçambique (FRELIMO), riuscirono a conquistare le capitali.

### L'indipendenza e la formazione dell'arma aerea
La nascita del nuovo stato indipendente del Mozambico fu però travagliata. La sua struttura economica, basata sulla presenza e la capacità tecnologica degli oltre 250 000 coloni portoghesi stabilitisi dal termine della seconda guerra mondiale provocò, a causa della loro rapida fuga durante la guerra di indipendenza, lasciò uno stato di crisi economica e totale mancanza di manodopera qualificata (secondo alcuni testi storici, nel giugno del 1975 si trovavano in Mozambico meno di cinque ingegneri). Il FRELIMO rispose a questa situazione ed alla congiuntura della Guerra fredda allineandosi politicamente con l'Unione Sovietica e chiedendo supporto ai paesi del blocco comunista.
La struttura militare di conseguenza, basata largamente su mezzi ed apparecchiature di produzione occidentale lasciati dalle Forças Armadas Portuguesas, le forze armate del Portogallo, cominciò ad essere rifornita e gradualmente sostituita.
Fu così che la Força Populare Aérea de Libertação de Moçambique, com'era stata battezzata in origine, e la successiva Força Aérea de Moçambique ebbe origine come componente aerea dell'esercito. La sua flotta era costituita da un buon numero di diversi velivoli nessuno dei quali però da combattimento: gli Auster D.5/108&180 e North American AT-6 Texan da addestramento, i Dornier Do 27A e Do 28, Douglas C-47 Dakota, Nord Noratlas N.2501D e N.2502F da trasporto tattico ed il multifunzione Piper PA-32 Cherokee Six.
In quegli anni il Mozambico divenne un punto di riferimento per i movimenti indipendentisti e anti-apartheid dei vicini Sudafrica e Rhodesia che, con l'apporto anche degli Stati Uniti d'America preoccupati dall'espandersi delle nazioni filosovietiche nel territorio africano, finanziarono la costituzione in Mozambico di un esercito di liberazione anti-comunista, il Resistência Nacional Moçambicana (RENAMO). Nei primi anni ottanta, il RENAMO iniziò una serie di attacchi terroristici contro le strutture del paese (inclusi ferrovie, scuole ed ospedali), atte a destabilizzare il governo trascinando il Mozambico in una guerra civile durata dal 1981 al 1994..
La mancanza di mezzi idonei a combattere sul fronte interno giustificò l'approvvigionamento, dal 1977, di velivoli ad ala fissa e ad ala rotante, i primi in grado di assicurare superiorità aerea come i caccia a getto Mikoyan-Gurevich MiG-17 e MiG-21,, i secondi, i Mil Mi-8, impiegati in missione di controinsurgenza. Durante quel periodo la formazione dei piloti e degli equipaggi veniva impartita presso scuole di volo in Unione Sovietica.
Tra la fine degli anni settanta e durante gli anni ottanta vennero integrati, tra i mezzi ad ala fissa, gli addestratori biposto Mikoyan-Gurevich MiG-15UTI necessari per la formazione dei nuovi piloti, i cinesi Chengdu J-7 (copie economicamente più vantaggiose del MiG-21 sovietico) ed i nuovi Mikoyan-Gurevich MiG-23, mentre tra gli ala rotante, i più efficaci e specializzati Mil Mi-24. Nel contempo si andavano ad affiancare ed a sostituire progressivamente i velivoli da trasporto con i sovietici Antonov An-24 ed An-26.
Dai primi anni ottanta la Forca Aerea de Mocambique acquistò un successivo quantitativo di 11 MiG-17 ed un MiG-15UTI provenienti dall'Aeronautica sovietica, più altri 12 MiG-17 ed un MiG-15UTI dalla Luftstreitkräfte und Luftverteidigung der DDR (Jagdbombergeschwader 31) dalla Repubblica Democratica Tedesca, questi ultimi che beneficiavano delle migliorie tecniche introdotte nei Lim-5 di produzione polacca. Dopo un iniziale ricondizionamento vennero consegnati a Beira nell'agosto 1981 dove vennero riassemblati e riportati in condizioni di volo da personale dell'Aeronautica militare tedesco-orientale. I primi esemplari entrarono in servizio nel successivo mese di ottobre 1981 equipaggiando due squadriglie di cacciabombardieri di stanza alla base aerea di Maputo.
Non mancarono comunque azioni dimostrative atte ad attirare l'attenzione internazionale come la defezione del tenente Adriano Francisco Bomba che l'8 luglio 1981 a bordo del suo MiG-17 (marche 21 rosso, c/n 5 238) partì da Maputo attraversando lo spazio aereo sudafricano e chiedendo asilo politico. Nei giorni successivi il tenente Bomba indisse una conferenza stampa presso l'Air Force Base Hoedspruit per dichiarare la sua posizione contraria al proliferare della guerra, negare quanto affermato dalla propaganda estera dell'esistenza di operazioni in corso contro il Sudafrica e fornendo nel contempo alcune informazioni legate al suo ruolo di pilota militare. In seguito il velivolo, dopo una serie di prove di valutazione da parte della Suid-Afrikaanse Lugmag ed un'esibizione aerea venne restituito al governo del Mozambico.
Durante il periodo della guerra civile l'aviazione militare ebbe un considerevole supporto logistico da parte dello Zimbabwe.
Dai primi anni novanta iniziò il costante declino della forza aerea nazionale. Nel 1990, il regime sudafricano dell'apartheid stava crollando, ed anche l'appoggio degli Stati Uniti d'America terminò. In questo contesto FRELIMO e RENAMO iniziarono a negoziare il termine delle ostilità. La dissoluzione dell'Unione Sovietica del 1991 inoltre determinò una sempre maggiore difficoltà nel reperire assistenza e pezzi di ricambio, finendo per esaurire le risorse interne. In poco tempo tutti i MiG-17 erano stati messi a terra e risultavano fuori servizio e la situazione degenerò a tal punto che la mancanza di mezzi operativi declassò la Força Aérea de Moçambique a forza armata fantasma.
Dalla metà degli anni novanta, su iniziativa del presidente Joaquim Chissano venne istituita, all'interno di una serie di misure per uscire dalla recessione economica dovuta alla guerra civile, la Prevention Wing, con lo scopo di prevenire la guerra, creando coesione nella società,, ma anche questa iniziativa non riuscì ad iniziare una riorganizzazione ed una ristrutturazione.
La conseguente politica di distensione e la priorità data al riequilibrio economico nazionale fece ridurre l'importanza e la consistenza della forza aerea nazionale che negli anni duemila poteva contare solo su un ridotto numero di velivoli, quasi tutti leggeri, ancora in condizioni operative. Nel 2000 una grave alluvione, come conseguenza delle continue precipitazioni tra febbraio e marzo, cui dovette far fronte il territorio meridionale del Mozambico, alcune risorse economiche del paese vennero destinate alla revisione degli aeromobili in dotazione che si scoprì in quell'occasione potevano contare solamente su due elicotteri, ma nessuno dei quali era in condizioni di volo in quanto i motori erano stati smontati ed inviati all'estero per una revisione.
La prospettiva di ridare solidità all'aeronautica militare mozambicana venne espressa dal Ministro della difesa durante la sua visita in Sudafrica del giugno 2008, e fu uno degli argomenti in discussione quando il Ministro della difesa sudafricano ricambiò la visita tre mesi più tardi.
Da allora si è verificato un interessamento da parte dei governi del Brasile e del Portogallo. Nel marzo 2009 il ministro della difesa brasiliano Nelson Jobim dichiarava l'intenzione di offrire i T-27 Tucano come parte di un accordo firmato tra i due paesi per la formazione nel Mozambico di un contingente di operazioni di pace che può essere di utilità per il continente. Al termine di una serie di operazioni congiunte, nell'ambito di un programma di collaborazione interforze iniziato nel 2005 dal Ministério da Defesa Nacional del Portogallo, il Chefe de Estado-Maior General della Força Aérea Portuguesa, Luís Araújo, ha dichiarato nel luglio 2009 di voler aiutare il paese africano a ricreare una forza aerea dando la disponibilità alla formazione dei piloti.

## Aeromobili in uso
Sezione aggiornata annualmente in base al World Air Force di Flightglobal del corrente anno. Tale annuario non contempla aerei da trasporto VIP ed eventuali incidenti accorsi durante l'anno della sua pubblicazione. Modifiche giornaliere o mensili che potrebbero portare a discordanze nel tipo di modelli in servizio e nel loro numero rispetto a WAF, vengono apportate in base a siti specializzati, periodici mensili e bimestrali. Tali modifiche vengono apportate onde rendere quanto più aggiornata la tabella.
| Aeromobile                      | Origine             | Tipo                                 | Versione (denominazione locale) | In servizio (2024) | Note | Immagine |
| Aerei da combattimento          |                     |                                      |                                 |                    | |          |
| Mikoyan-Gurevich MiG-21 Fishbed | Russia              | aereo da cacciaconversione operativa | MiG-21bisMiG-21UM               | 62                 | 48 MiG-21bis e 2 MiG-21UM consegnati. 6 MiG-21bis e 2 MiG-21UM in servizio che sono stati sottoposti ad un programma di aggiornamento tra il 2013 e il 2014 dalla rumena Aerostar.                                                                                              |          |
| Paramount Mwari                 | Sudafrica           | aereo da ricognizione COIN           | Mwari                           | 3                  | 1 Mwari, variante armata del sudafricano Ahrlac consegnato nel 2022, con altri due esemplari in ordinazione. |          |
| Aerei da trasporto              |                     |                                      |                                 |                    | |          |
| Antonov An-26                   | Ucraina             | aereo da trasporto                   | An-26B                          | 1                  | 10 An-26 ricevuti a partire dal 1978, dei quali sei risultavano abbandonati ed immagazzinati all'aperto a Maputo nel 2013, mentre due erano a Beira e uno a Cuamba. Un esemplare si è schiantato il 30 marzo 1986. Un An-26B di seconda mano revisionato in Ucraina consegnato. |          |
| Airbus C-295                    | Unione europea      | aereo da trasporto                   | C-295W                          | 1                  | 1 C-295W consegnato il 27 febbraio 2025. |          |
| CASA CN-235                     | Spagna              | aereo da trasporto                   | CN-235M-10                      | 1                  | 1 CN235M-10 ex Botswana Defence Force Air Wing ritirato nel 2011, aggiornato dalla sudafricana Paramount Group, e consegnato il 15 novembre 2022. |          |
| Let L 410 Turbolet              | Rep. Ceca           | aereo da trasporto                   | L-410UVP-E20                    | 1                  | 1 L-410UVP-E20 di seconda mano aggiornato dalla sudafricana Paramount Group, e consegnato il 15 novembre 2022. |          |
| Raytheon Hawker 850             | Regno Unito         | aereo da trasporto VIP               | Hawker 850XP                    | 1                  | 1 Hawker 850XP acquistato di seconda mano negli Stati Uniti e consegnato il 9 settembre 2013. |          |
| Beechcraft Beechjet 400         | Stati Uniti         | aereo da trasporto                   | B400A                           | 1                  | |          |
| Aerei da addestramento          |                     |                                      |                                 |                    | |          |
| Aero L-39 Albatros              | Rep. Ceca           | aereo da trasporto                   | L-39ZO                          | 1                  | 1 L-39ZO acquistato di seconda mano in Romania. |          |
| Elicotteri                      |                     |                                      |                                 |                    | |          |
| Mil Mi-8 Hip                    | Russia              | elicottero multiruolo                | Mi-8Mi-17                       | 2                  | 16 Mi-8 Hip-C e 1 Mi-17 consegnati. Uno dei 3 esemplari in servizio al dicembre 2018 è stato perso ad aprile 2019, ma rimpiazzato da un Mi-17 consegnato a settembre 2019. |          |
| Mil Mi-24 Hind                  | Russia              | elicottero d'attacco                 | Mi-25                           | 2                  | 16 Mi-25 Hind-D consegnati. |          |
| Westland Gazelle AH1            | Francia Regno Unito | elicottero d'attacco                 | AH1 (SA 341B)                   | 2                  | 2 Gazelle AH1 (SA 341B) ex Army Air Corps britannico consegnati a febbraio 2021, dopo un aggiornamento dal Paramount Group. |          |

## Aeromobili ritirati
- Antonov An-12 Cub